# 楊球
楊球（？—？），號赓夔，南直隶常州府武進縣人。明末政治人物。

## 生平
天啓元年（1621年）辛酉科應天乡试举人，崇祯十三年（1640年）庚辰科進士，礼部观政，崇祯末年官潮州府知府，时澄海县豪强黄海如，与兄黄汉日俱给事郡邑为吏，寻投南澳帅（郑芝龙），授游击衔。甲申闻都城失守，遂招亡命，图谋不轨，当道惧祸，听之。乙酉南都又失，乘机称乱。时知县刘珙抚谕不听，蹑珙后抵城下，其党陈斌等内应开门，劫库放囚，比屋抄掠，杀举人戴星、贡生郭云龙，生员十余人。珙遁去。拆毁县治，仅留中堂。闰六月率众犯府城，城外屋宇尽毁。群盗蜂起附之，奸徒内应，潮郡将危。知府杨球遍城设栅，内应不敢先发。辜乡绅夫人谢氏自捐千金雇民夫守城，时参府刘远征民兵婴城固守，十日始退。七月复至，会丰顺营吴六奇、金城营把总萧钦统乡兵到，海如惊遁。
弘光元年（清順治二年，1645年）十月，欲去福建觐见隆武帝，以郑芝龙让官员助饷，遂止粤界不敢入闽。